# No-res
El no-res és un concepte que es refereix a l'absència de qualsevol ens. En el llenguatge col·loquial, és usat per a referir-se a qualsevol persona, cosa o succés de poca importància. S'oposa als conceptes de tot i d'alguna cosa i/o quelcom que expressi la presència d'alguna cosa.

## Concepte de no-res i anàlisi científica
En matemàtiques, la paraula no-res no té cap significat precís. Es pot dir que un conjunt conté "no-res" si i només si és el conjunt buit, en el qual cas la seua cardinalitat o (mida) és zero. En altres paraules, la paraula "no-res" és un terme informal per a referir-se al contingut del conjunt buit. Es pot atribuir la introducció del nombre zero als àrabs, entenent-lo com el no-res, ja que en diversos sistemes numèrics no es considerava el nombre zero. Una regió de l'espai és anomenada buit si no conté matèria, tot i que pot contenir camps físics. De fet, és impossible construir una regió de l'espai que no contingui matèria ni camps, ja que la gravetat no pot ser bloquejada i tots els objectes que no estan en zero absolut generen radiació electromagnètica. És més, aquest suposat no-res violaria el principi d'indeterminació de Heisenberg, ja que es podria conèixer amb precisió l'estat energètic d'aquella zona. De tota manera, tot i que hi hagués una zona així, no podria ser anomenada "no-res", ja que té propietats i existències mesurables segons la teoria quàntica del buit (vegeu energia del buit).

## Concepte filosòfic
El concepte del no-res ha estat estudiat al llarg de la història per diversos filòsofs i teòlegs, molts d'ells van trobar que una consideració acurada del terme pot conduir fàcilment a la fal·làcia de la reïficació (usar un concepte abstracte com si fos quelcom vertader). El concepte de "no-res" varia àmpliament entre les diverses cultures, especialment l'occidental i l'oriental i les tradicions filosòfiques. Per exemple, el shunyata ('buit') és considerat un estat de la ment en el budisme (vegeu nirvana).
El filòsof Bergson ha expressat que la idea del no-res ha estat sovint una motivació invisible de l'especulació filosòfica. En la filosofia grega, la idea va sorgir com a problema de la negació de l'ésser o bé com a problema de la impossibilitat d'afirmar el no-res.
Parmènides, en els seus fragments, entén que del no-ser (no-res) no es pot parlar. El llenguatge que "diu" només és possible quan hom recorre el camí de l'ésser.
El pensament cristià, amb el dogma de la creació del món per Déu des del no-res, ha de ser un plantejament totalment nou, incomprensible per a la filosofia grega, ja que per a aquesta, del no-res és impossible que provingui cap ens. A l'antiga Grècia, del no-res no pot advenir res.
En Ciència de la lògica, Hegel sostindrà que la vacuïtat de l'ésser en general és idèntica a la del no-res i que, per això, ésser i no-res són idèntics.
Al segle xx, Heidegger s'ocuparà en profunditat del problema del no-res. No ho farà tant en la seua obra més important, Ésser i temps, del 1927, com en el seu treball breu, però profund i rellevant Què és metafísica?, de l'any 1930. Ací, després de plantejar i elaborar la qüestió, l'aborda amb un reiterat interrogant: Per què hi ha ens en la seua totalitat i no més aviat el no-res? En aquesta obra, s'estima que el no-res està vedat al pensament científic, perquè la ciència no en vol saber res. El no-res, però, és significatiu. Sobre aquest descansa o s'assenta l'ésser. Així, el problema del filòsof es planteja des de l'enigma "que hi hagi alguna cosa en comptes de no-res".
L'existència humana és íntimament lligada al no-res. Un temple anímic de profund avorriment, i especialment d'angoixa, se li revelen. Ambdós li patentitzen el no-res i entre tots dos li fan esdevenir incomprensible l'existència de l'ens en la seua totalitat. L'"angoixa" -d'arrel kierkegaardiana- és l'estat emotiu fonamental de l'existència. L'ésser humà pot angoixar-se per açò o per allò, però un cop esvaïdes aquestes particularitats, l'existència continua angoixada. I si hom interroga l'existent per la causa de la seua angoixa, respondrà, quasi espontàniament, per "no-res".
La filosofia del positivisme lògic manifestarà que ocupar-se del no-res és un contrasentit, un mal ús sintàctic del llenguatge. I desqualificarà, d'aquesta manera, qualsevol especulació sobre el problema.
L'obra fonamental de Sartre, L'ésser i el no-res (1944), influïda per Heidegger durant els seus estudis a Alemanya, aprofundirà la temàtica heideggeriana. Aquest tractat d'estructura complicada com la màxima obra del seu mestre, acabarà sostenint que l'ingrés del no-res en el món es deu a l'existència humana. Com en Heidegger, el no-res serà anterior, lògicament, al "no" i a la "negació".